# Gjøkvassnesets naturreservat
Gjøkvassnesets naturreservat är ett norskt naturreservat i Pasvikdalen i Sør-Varangers kommun i Finnmark.
Gjøkvassneset blev ett skogsreservat 1969 och naturreservat 2000. Syftet är att skydda områdets prägel av urskog. Skogen består huvudsakligen av tallar, men ett mindre parti längst ut på näset i Gjøkvatnet består av björkskog. Jordmånen är grov morän med inslag av blockmark.  
Naturreservatet ligger i anslutning till Øvre Pasvik landskapsvernområde.